# Unilever Philippines
Unilever Philippines, Inc. est la filiale philippine de la multinationale britannique Unilever. Il est basé à Paco, Manille. Il s'agit d'un fabricant de détergents et savons pour lessive, shampooings et revitalisants pour les cheveux, dentifrices, déodorants, produits de soins de la peau, nettoyants ménagers et savons de toilette avec des ventes annuelles de plus de 40 milliards de pesos. Il emploie plus de 1 000 personnes à l'échelle nationale.
Outre Unilever Philippines, d'autres filiales d'Unilever dans le pays incluent Unilever RFM Ice Cream, Inc. (anciennement Selecta Walls, Inc.) et California Manufacturing Company (Unilever Bestfoods).
Unilever Philippines fait partie de Unilever Group N.V./plc pour produire, fabriquer et superviser des marques Unilever (comme Surf, Close-Up, Clear, entre autres) sur le marché philippin. Pour maintenir les besoins de la production de masse de la plupart des produits, la société importe également des produits Unilever de pays voisins tels que la Malaisie, l'Indonésie, le Viêt Nam.

## Histoire
Unilever Philippines, Inc. a été créée en 1927. Connu jusqu'en 1993 comme Philippine Refining Company (PRC), il a commencé comme une entreprise de traitement de l'huile qui, à son apogée, a produit près de 100 000 tonnes de pétrole de coco par année.
La société a introduit de nouvelles technologies dans le pays depuis les premiers jours de son existence: la production de margarine dans les années 1930, les détergents sans savon, les shampooings et le dentifrice dans les années 1960 et 1970 et la technologie de la sulfonation et la centrale de cogénération dans les années 1980. Les années 1990 ont vu l'entreprise se concentrer sur plusieurs améliorations dans le front de l'environnement dont l'une était l'introduction de la première barre de détergents 100 % biodégradable aux Philippines.

## Logos
En 1993, le nom de la société a été formellement changé de Philippine Refining Company (PRC) à Unilever Philippines (PRC), Inc., avec une icône d'or et de platine assortie et un triangle d'argent pour marquer le changement de nom. "Total Quality - Paglilingkod namin sa inyo" a été le premier slogan de l'entreprise relancée.
Unilever a changé le format en 1997, où il crée une forme en U, avec une police de caractères manuscrite et une icône en couleur bleue, la marque est maintenant développée par Total Quality pour ce logo réel. Le logo avait été utilisé jusqu'en juin 2004.
La société a commencé à utiliser le logo d'entreprise actuel d'Unilever à partir de juillet 2004 et a été conçue par le cabinet de conseil de marque Wolff Olins. Il est composé de 25 icônes tissées ensemble pour créer une forme en U.

## Commercialisation
Entre le début de 1998 et le milieu de 2007, chaque publicité télévisée de toute marque Unilever indique à la fin de la publicité (avec le logo et la voix sur plus les moments de silence, surtout quand il s'agit de couleur bleue sur fond blanc): "From Unilever". Parce que le logo a ensuite été changé en 1997 après le logo Unilever-PRC pour créer une nouvelle image, le mot "from Unilever" est venu de 1998. Plus tard, le logo Unilever apparaîtra après l'épluchage dans n'importe quel bord à la fin de la commercialisation, et En utilisant actuellement le "flip" après la fin de la commercialisation, à partir de 2011.

## Produits

### Marques actuelles
- Axe
- Best Foods
- Block & White (acquis de Sara Lee Philippines en 2010)
- Breeze (réintroduit en 2013)
- Clear (introduit aux Philippines en 2007)
- Close-Up
- Comfort (réintroduit aux Philippines en 2019)
- Cream Silk
- Domex
- Dove
- Dr. Kauffman (acquis de Sara Lee Philippines en 2010)
- Eskinol (acquis de Sara Lee Philippines en 2010)
- Fissan (acquis de Sara Lee Philippines en 2010)
- Knorr
- Lady's Choice
- LUX (réintroduit en 2015)
- Lipton
- Master  (acquis de Sara Lee Philippines en 2010)
- Pepsodent
- Pond's
- Rexona
- Selecta
- Sunsilk
- Surf
- Sunlight  (réintroduit en 2015)
- TRESemmé (introduit aux Philippines en 2012)
- Unilever Pureit
- Vaseline

### Anciennes marques
- Lifebuoy (discontinué)
- Milkrema (discontinué)
- Royal Pasta (vendu à RFM Corporation en janvier 2014)
- Superwheel (discontinué)
- Wheel (discontinué)